# Tato
Tato (n. secolul al V-lea d.Hr. – d. 510 d.Hr.) a fost rege al longobarzilor.
Tato era fiul regelui longobard Claffo, din dinastia Lethingilor, semnalat în jurul anului 500.
Potrivit cronicarului Procopius din Cezareea, longobarzii erau la acea vreme supuși ai herulilor, cărora le plăteau tribut. În 508, Tato a luptat împotriva regelui Rodolf al herulilor, acesta din urmă fiind ucis în luptă. Evenimentul a constituit o mare lovitură pentru heruli și totodată a condus la creșterea puterii longobarde. Paul Diaconul oferă o interesantă poveste, arătând că respectivul război dintre heruli și longobarzi ar fi fost cauzat de uciderea fratelui lui Rodolf de către Rumetrada, fiica lui Tato.
Tato a murit asasinat de către nepotul său de frate, Wacho, care a preluat și tronul. Deși s-a împotrivit cu armele, fiul lui Tato, Ilchis a fost nevoit în cele din urmă să caute refugiu printre gepizi, în mijlocul cărora a murit.